# غراهام جولد
غراهام جولد (بالإنجليزية: Graham Gold)‏ هو دي جيه بريطاني، ولد في 5 يوليو 1954 في لندن في المملكة المتحدة.

## وصلات خارجية
- غراهام جولد على موقع ميوزك برينز (الإنجليزية)
- غراهام جولد على موقع أول ميوزيك (الإنجليزية)
- غراهام جولد على موقع ديسكوغز (الإنجليزية)